# Ольшинка (річка)
Ольшинка (пол. Olszynka (dopływ Ropy)) — гірська річка в Польщі, у Тарновському й Ясельському повітах Малопольського й Підкарпатського воєводства. Ліва притока Ропи, (басейн Балтійського моря).

## Опис
Довжина річки 24 км, найкоротша відстань між витоком і гирлом — 16,54  км, коефіцієнт звивистості річки — 1,46 . Формується притоками, багатьма безіменними струмками та частково каналізована.

## Розташування
Бере початок на південно-східних схилах перевалу Бжанка (534 м) у селі Ольшини. Спочатку тече переважно на північний схід через Олпіни, Шежини. Далі тече переважно на південний схід через Сьвенцани і у Сепетниці впадає у річку Ропу, ліву притоку Вислоки.

## Притоки
- Черм'янка (ліва).

## Цікаві факти
- У селі Ольшини річку перетинає туристичний шлях, який на мапі туристичній позначають червоним кольором (Ольшини — Гонча Шия)[1].

## Галерея

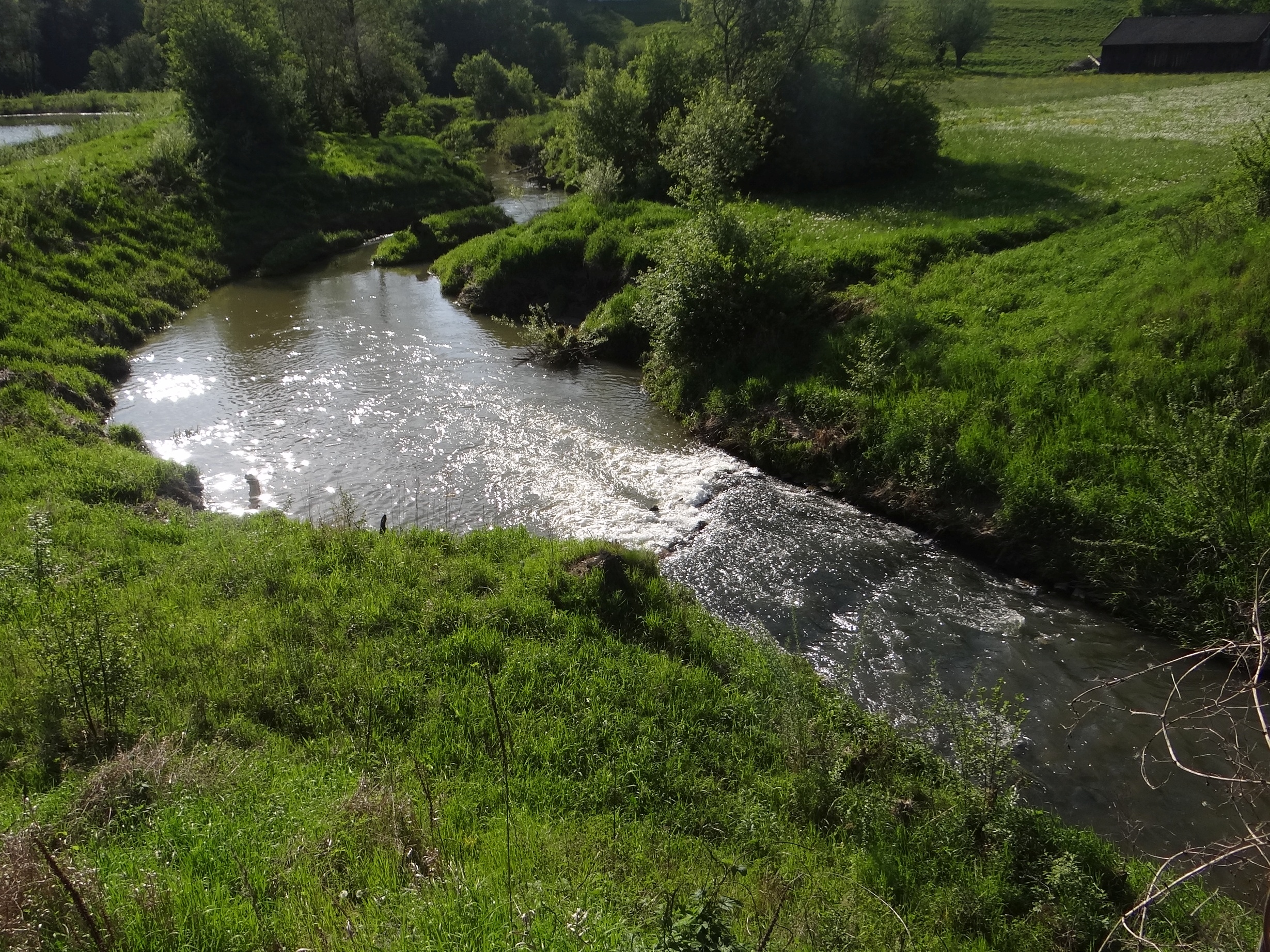
Ольшинка у Сепетниці
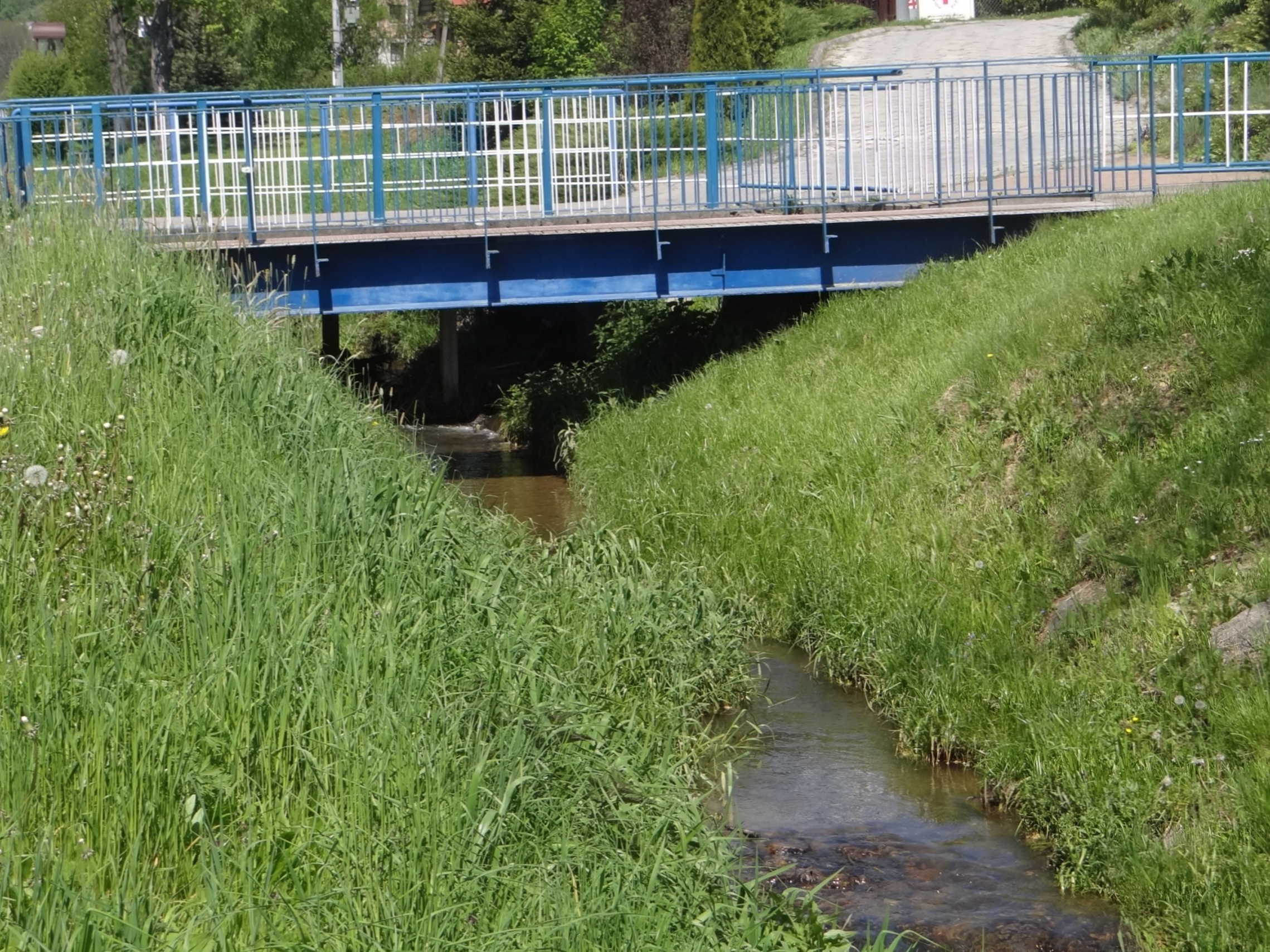
Ольшинка у Ольшинах